# The Bombpops
The Bombpops is een Amerikaanse poppunkband die in 2007 in San Diego, Californië werd opgericht. De band werd gevormd door Jen Razavi en Poli van Dam, waarna bassist Neil Wayne en drummer Josh Lewis enkele jaren later bij de band kwamen. The Bombpops heeft sinds 2007 veel veranderingen in de formatie gekend, waardoor het debuutalbum pas tien jaar na de oprichting van de band uitkwam. Het album, Fear of Missing Out, werd op 10 februari 2017 door het label Fat Wreck Chords uitgegeven.

## Geschiedenis
De eerste uitgave, de ep ...Like I Care, werd in november 2010 onder eigen beheer uitgegeven waarna de tweede ep getiteld Stole the TV in oktober 2011 door het label Red Scare Industries werd uitgegeven. In januari 2015 werd er een derde ep getiteld Can of Worms onder eigen beheer uitgegeven. In hetzelfde jaar ging The Bombpops voor de eerste keer op tour in Europa. In april begon de band met het opnemen van het debuutalbum in de Black in Bluhm Music studio in Denver, Colorado. Het album werd uiteindelijk uitgegeven op 10 februari 2017 door Fat Wreck Chords.

## Bandleden
- Neil Wayne - basgitaar
- Poli van Dam - gitaar, zang
- Jen Razavi - gitaar, zang
- Josh Lewis - drums

## Discografie
Studioalbums
- Fear of Missing Out (2017)
- Death in Venice Beach (2020)

Ep's
- ...Like I Care (2010)
- Stole the TV (2011)
- Can of Worms (2015)
- Dear Beer (2018)